# نهائي كأس الخليج العربي 2013
نهائي كأس الخليج العربي لكرة القدم 2013 هي مباراة تحديد الفائز ببطولة خليجي 21 اقيمت في 18 يناير 2013 في مدينة مدينة عيسى على ملعب أستاد البحرين الوطني بين منتخبي الإمارات والعراق وفاز بها منتخب الإمارات بهدفين مقابل هدف.